# Isla Sokehs
Sokehs o Deke Sokehs es una pequeña isla cercana a la costa norte de la isla de Pohnpei en los Estados Federados de Micronesia. Se conecta a la isla principal por una calzada.
La isla es el sitio donde se encuentra la Roca de Sokehs, un acantilado destacado que es una de las más conocidas características geográficas de Micronesia. También fue el sitio de la rebelión Sokeh, un gran levantamiento realizado por los isleños en 1910 contra el dominio colonial alemán. El levantamiento fue sofocado en 1911, dando lugar a la ejecución de 17 líderes de los rebeldes y el destierro de varios cientos de isleños de Sokehs a las Palaos.
Un municipio del mismo nombre se encuentra en la isla principal de Pohnpei.